# Boterstraat (Bredevoort)
De Boterstraat is een straat in het historisch centrum van Bredevoort. De straat begint als zijstraat van de Markt en loopt tegenwoordig dood. Aan het einde van de straat is nog wel een voet-fietspad naar de Ambthuiswal en een steegje genaamd Fekkengeste die op de Landstraat uitloopt.

## Geschiedenis
Vroeger was dit de "Kerkstraat" vanwege de naastliggende Sint-Joriskerk en het bijbehorende kerkhof. Maar toen werd in de 20e eeuw aan het einde van deze straat een boterfabriek gebouwd. Voor het Beleg van Bredevoort (1597) had de Boterstraat een zijstraat die achter de kerk liep naar de Gasthuisstraat. Behouden bleef het pad aan het einde van de Boterstraat dat achter de Ambtshof loopt en op de Gasthuisstraat uitkomt.
Ambthuiswal · Ambtshof · Bastionstraat · Bleekwal · Boterstraat · Frederik Hendrikstraat · Ganzenmarkt · Gasthuisstraat · Hozenstraat · Izermanstraat · Kerkstraat · Kleine Gracht · Kloosterdijk · Koppelstraat · Kruittorenstraat · Landstraat · Markt · Muizenstraat · Officierstraat · Pater Jan de Vriesstraat ·  Prins Mauritsstraat · Prinsenstraat · Roelvinkstraat · Stadsbroek · Stationsweg · Vismarkt · 't Walletje · 't Zand